# Indalo

De indalo

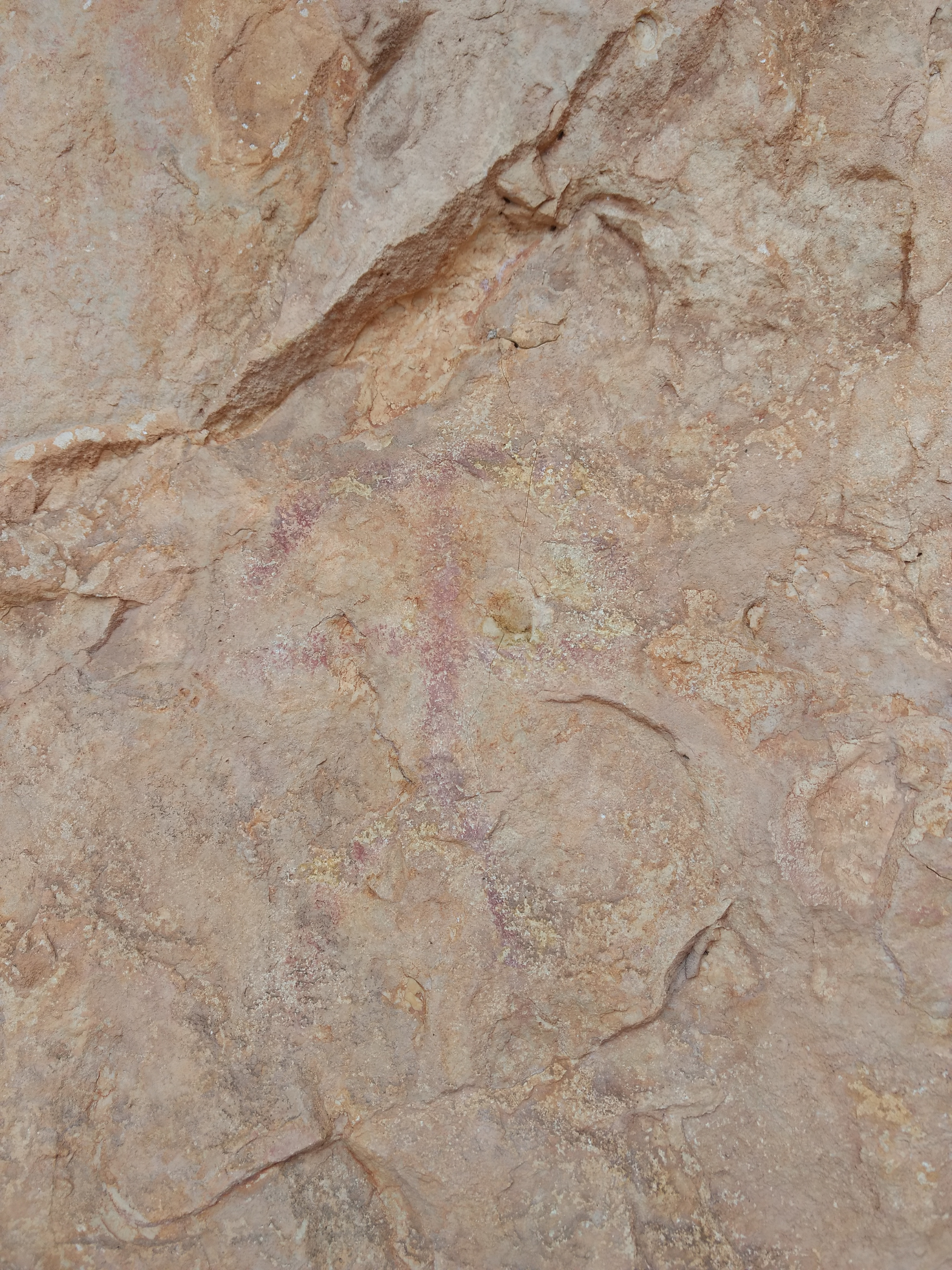
De oorspronkelijke rotsschildering van de indalo

De indalo is een rotsschildering uit het late paleolithicum of de kopertijd in de Abrigo de las Colmenas in de Spaanse gemeente Vélez-Blanco in de provincie Almería in Andalusië, hoewel vaker wordt gezegd dat het afkomstig zou zijn uit de Cueva de los Letreros in dezelfde omgeving, waar zich ook rotsschilderingen uit de steentijd bevinden. De indalo is een mensfiguur met uitgestrekte armen, met op beide handen de uiteinden van een boog die over zijn hoofd gaat. Over de betekenis van de indalo bestaat nog geen consensus, maar de boog is waarschijnlijk een regenboog en meerdere theorieën geven het symbool een goddelijke duiding.
De indalo is in 1868 ontdekt door Antonio Gongónia y Martinez, en door de tijd heen uitgegroeid tot lokaal gelukssymbool dat mensen bij de ingang van hun huis afbeeldden om boze geesten buiten de deur te houden. Halverwege de 20e eeuw vindt er in de regio waar het teken gevonden is een culturele opleving plaats, onder leiding van schilder Jesús de Perceval. Deze beweging neemt de indalo aan als symbool. Tijdens een van hun bijeenkomsten geven ze het teken de naam indalo omdat het zou lijken op een kennis van Perceval, Indalecio. De beschermheilige van Almería heet overigens ook San Indalecio. Vandaag de dag is de indalo het symbool van de provincie Almería.